# Зелёный гимноторакс
Зелёный гимноторакс, или зелёная мурена (лат. Gymnothorax funebris) — вид лучепёрых рыб из семейства муреновых (Muraenidae).

## Распространение
Западная часть Атлантического океана (от Нью-Джерси, США и северной части Мексиканского залива до Бразилии). Вид был впервые описан в 1840 году Camillo Ranzani, итальянским натуралистом и директором Музея естественной истории в Болонье, Италия.

## Описание

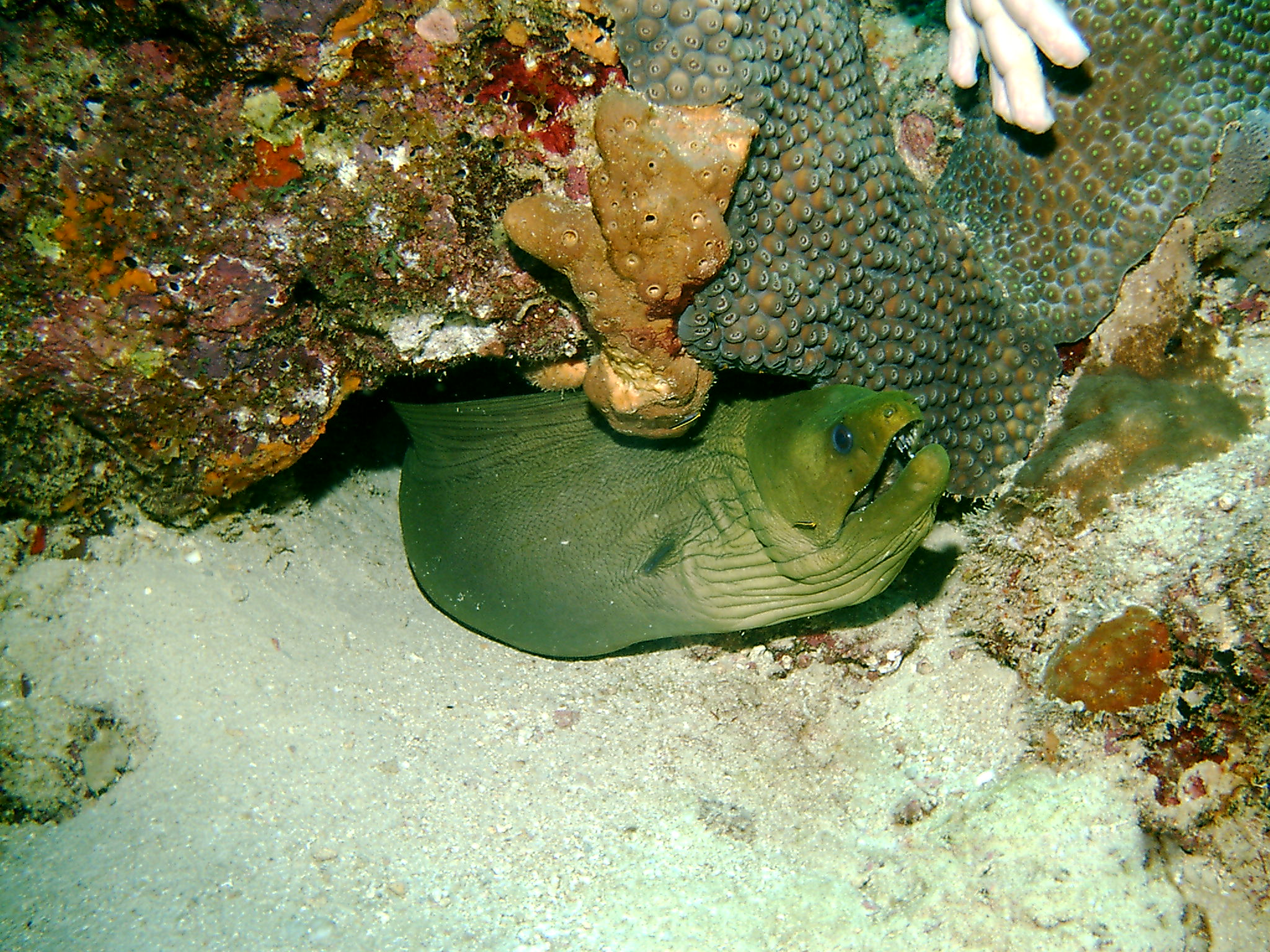
Gymnothorax funebris

Тело длинное, сжато с боков, лишено чешуи и покрыто слоем желтоватой слизи, которая обеспечивает животному безопасное и легкое скольжение и проникновение в небольшие пещеры и прочие укрытия, а также защищает от механических повреждений и паразитов. Окраска кожи от тёмно-коричневого до серо-коричневого цвета. Максимальная зарегистрированная длина тела 250 см, а масса — 29 кг.

## Образ жизни
Зелёные мурены обитают на глубине до 50 метров в приливной зоне, коралловых рифах, мангровых лесах, около скал и портов. Ведут одиночный образ жизни, активны в основном по ночам. Взрослые мурены питаются мелкими рыбами, ракообразными и головоногими моллюсками, в то время как личинки кормятся диатомовыми водорослями, мелкими ракообразными и зоопланктоном.

## Значение
Этот вид мурен представляет большой интерес для дайверов и туристов, посещающих коралловые рифы и другие природные места, где она обитает. Кроме того, на рынке пользуется популярностью у людей, содержащих крупные публичные аквариумы, и, реже, продаётся в пищу. Ввиду крупных размеров и агрессивности этого вида мурен, их укус представляет опасность для человека.